# 雷蒂羅車站
雷蒂羅車站（西班牙語：Estación de Retiro）是阿根廷首都布宜諾斯艾利斯的火車總站，由三座火車總站（雷蒂羅米特雷車站、雷蒂羅貝爾格拉諾車站和雷蒂羅聖馬丁車站）構成，並可轉乘布宜諾斯艾利斯地鐵，它是阿根廷最繁忙的火車站之一；車站位於雷蒂羅區，周邊是中央商務區（CBD），面向圣马丁广场。

## 建築

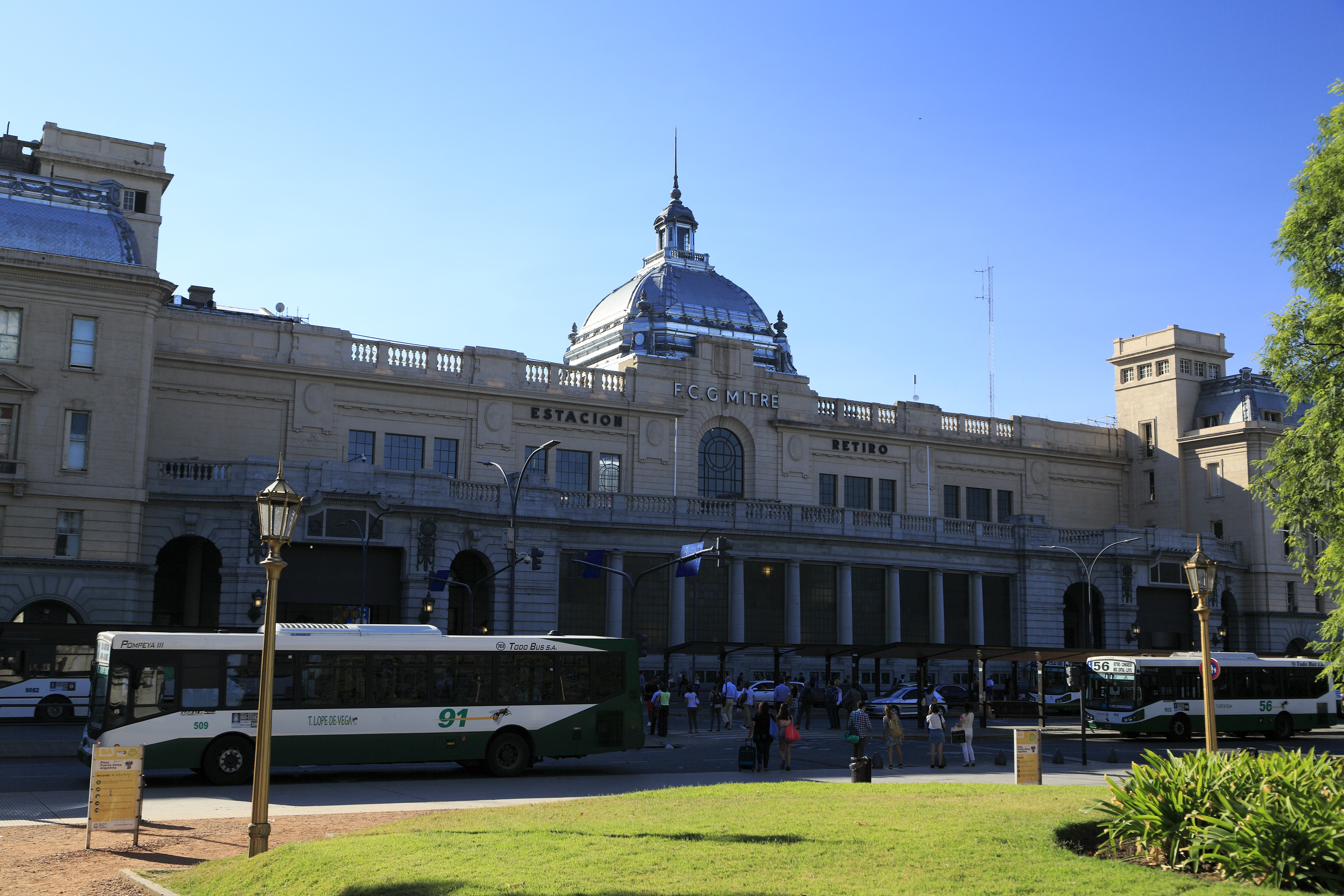
雷蒂羅米特雷車站正面

法式風格的車站大樓由英國建築師Eustace L. Conder、Roger Conder、Sidney G. Follett和工程師Reginald Reynolds設計。建設於1909年6月開始，雷蒂羅車站於1915年8月1日啟用。鋼結構在英國利物浦製造，在阿根廷重新組裝。多年來，它被認為是南美洲最重要的土木工程範例，也是世界上最偉大的建築成就之一。1997年，它被指定為阿根廷歷史遺址。